# Debren-Pass
Der Debren-Pass (bulgarisch проход Дебрен prochod Debren) ist ein 2100 m hoher und vereister Bergsattel im westantarktischen Ellsworthland. Auf der Ostseite der Sentinel Range im Ellsworthgebirge trennt der Mount Jumper im Osten von einem Berggrat, der sich vom Evans Peak in nordöstlicher Richtung erstreckt. Der Sattel liegt 3,6 km westlich des Mount Jumper, 10,65 km nordnordwestlich des Mount Bearskin sowie 6,3 km nordöstlich des Evans Peak und bildet einen Teil der Wasserscheide zwischen dem Rumjana-Gletscher im Norden und dem Patton-Gletscher im Süden.
US-amerikanische Wissenschaftler kartierten ihn 1988. Die bulgarische Kommission für Antarktische Geographische Namen benannte ihn 2012 nach der Ortschaft Debren im Südwesten Bulgariens.